# Igreja de Nossa Senhora de Kazan (Tallinn)

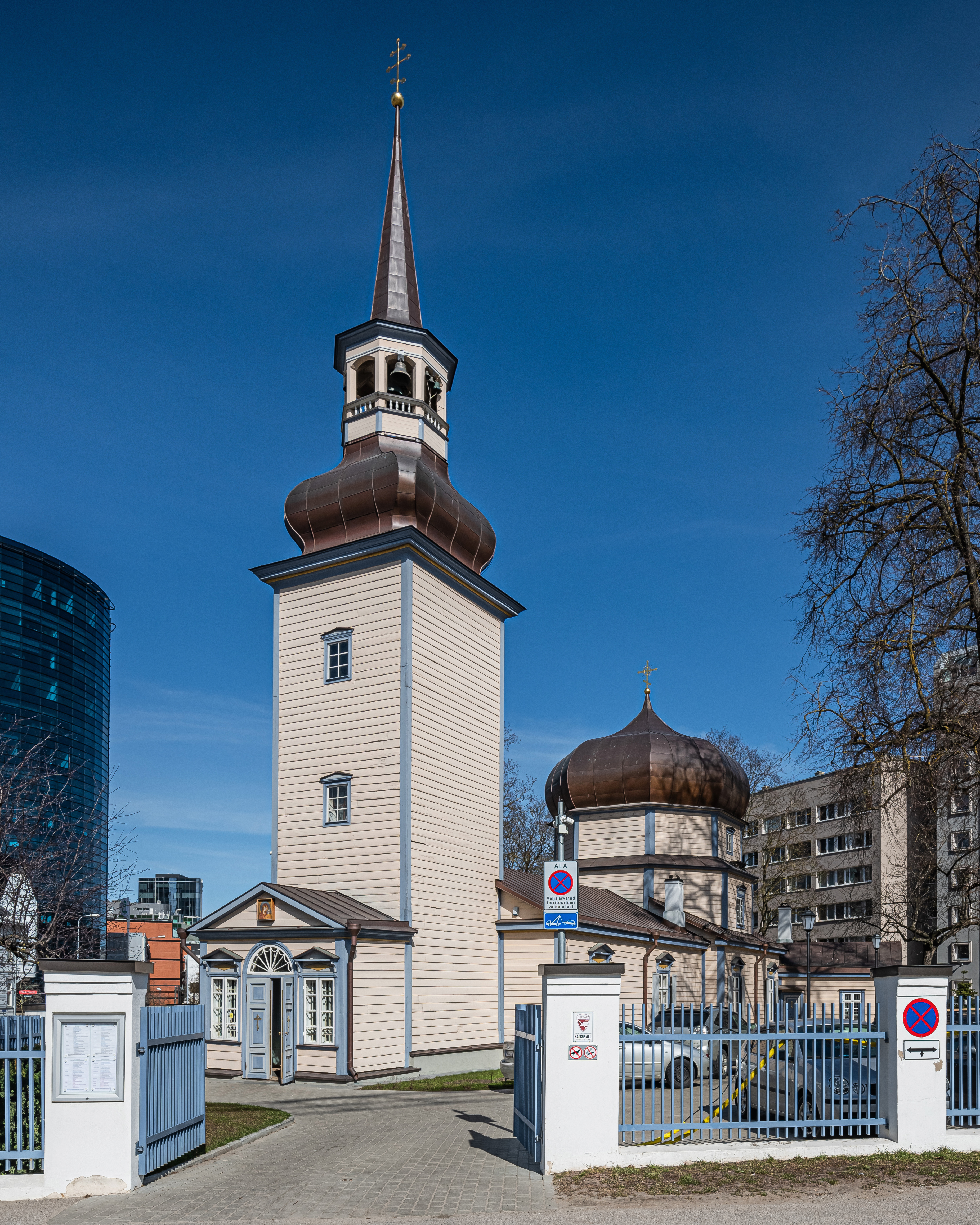
Igreja de Nossa Senhora de Kazan

A Igreja de Nossa Senhora de Kazan (Tallinn) (em estoniano:  Tallinna Kaasani kirik) é uma igreja ortodoxa russa em Tallinn, na Estónia. O edifício da igreja é a estrutura de madeira mais antiga de Tallinn.
A igreja foi construída em 1721. No momento da construção foi a primeira igreja concluída na Estónia após a Grande Guerra do Norte.
No século 19 grandes obras de reconstrução ocorreram. Após as obras, a igreja apresentava uma fachada e interior neoclássicos.
Ao lado da igreja está localizado o choupo da Igreja de Nossa Senhora de Kazan (em estoniano:  Kaasani kiriku pappel). Este choupo é o choupo mais antigo e mais espesso da Estónia.